# Pholcus armeniacus
Pholcus armeniacus là một loài nhện trong họ Pholcidae. Loài này được phát hiện ở Iran.